# Norman, Oklahoma
Norman, Oklahoma là một thành phố tại tiểu bang Oklahoma, Hoa Kỳ.Norman nằm ở quận Cleveland, Oklahoma và có khoảng cách 20 dặm (30 km) về phía nam trung tâm thành phố Oklahoma. Nó là một phần của vùng đô thị thành phố Oklahoma. 
Thành phố có diện tích km2, dân số theo điều tra dân số năm 2010 của Cục điều tra dân số Hoa Kỳ, thành phố có dân số 110.925 người là thành phố lớn thứ 3 ở tiểu bang Oklahoma và là thành phố lớn thứ 234 ở Hoa Kỳ. Thành phố này là quận lỵ quận Cleveland và là trung tâm kinh doanh và việc làm của quận.
Trong năm 2008, CNN / Money Magazine xếp hạng là thành phố Norman là thành phố nhỏ tốt thứ 6 tại Hoa Kỳ, thứ hạng cao nhất của bất kỳ thành phố nào ở Oklahoma.
Thành phố này được thành lập trong Land Run của tháng 4 năm 1889, và chính thức thành lập vào năm 1891. Nền kinh tế của thành phố chủ yếu dựa trên giáo dục đại học và các ngành công nghiệp nghiên cứu liên quan. Norman là nhà của Đại học Oklahoma, trường đại học lớn nhất ở tiểu bang này với khoảng 30.000 sinh viên theo học.